# Louis Wirth
Louis Wirth (28. srpna 1897 – 3. května 1952) byl americký sociolog německého původu, člen tzv. Chicagské školy. Mezi jeho odborné zájmy patřil mj. městský způsob života, chování minoritních společenských skupin nebo masmédia. Je jedním z předních urbánních antropologů.
Byl prvním prezidentem Mezinárodní sociologické asociace (1949-1952)  a 37. prezidentem Americké sociologické asociace (1947).

## Život
Louis Wirth se narodil roku 1897 v malé německé vesnici Gemünden jako jedno ze sedmi dětí Rosalie Lorigové a Josepha Wirtha. Jeho rodina byla židovského původu. Louisův strýc se již dříve přestěhoval do Spojených států amerických a při jeho návštěvě Evropy v roce 1911 rodina usoudila, že Spojené státy pro mladého Louise skýtají více příležitostí. Wirthovi nejprve žili v Omaze (stát Nebraska), načež byl Louis přijat ke studiu na univerzitě v Chicagu. Louis krátce po příchodu do Spojených států potkal Mary Bolton, která se později stala jeho ženou. Na Chicagské univerzitě získal bakalářský, magisterský a doktorský titul. Jeho doktorská práce byla publikována v roce 1925 pod názvem Ghetto. Jedná se o sociologický výzkum, který sledoval fenomén judaismu, popisuje se tu život v chicagském židovském ghettu, jeho historii, strukturu a zvyky, což nebylo pro Chicagskou školu typické. Od roku 1931 profesionálně působil na Chicagské univerzitě pod vedením Roberta E. Parka. V roce 1947 byl zvolen do čela Americké sociologické společnosti (později Americká sociologická asociace). V roce 1948 se zúčastnil schůzek k založení Mezinárodní sociologické organizace a v roce 1949 se stal prvním prezidentem této organizace. Louis Wirth zemřel zcela náhle a neočekávaně na jaře 1952 během přednášky v Buffalu, kterou vedl.

### Instituce, ve kterých se účastnil
- Americká sociologická asociace (Prezident)
- Institut International de Sociologie
- Česká sociologická společnost
- American Council on Race Relations (Prezident)
- Public Administration Clearing House
- American Society of Planning Officals
- National Association of Inter-group Relations

## Dílo
Louis Wirth zaměřil svůj výzkum na studium rozdílů mezi venkovským a městským způsobem života. Svou koncepci městského člověka Wirth poprvé představil v eseji Urbanism as a Way of Life, publikované roku 1938 v American Journal of Sociology. V mnohém vycházel z díla Georga Simmela, ale na rozdíl od něj se opíral o velké množství empirických faktů. Součástí jeho výzkumu bylo pozorování, jak se židovští přistěhovalci přizpůsobili životu v městské Americe, a také odlišných sociálních procesů městského života.
Wirth město pro sociologické účely definoval jako „relativně velké, husté a trvalé uskupení nestejnorodých individuí“. Na základě této definice (faktů velkého množství lidí, hustoty osídlení a heterogenity obyvatelstva) pak vytvořil charakteristiku městského člověka, v níž zdůraznil především následující rysy:
- přelétavost, neosobnost a chladná racionalizace lidských vztahů; lidé vstupují do interakcí většinou jen za určitým konkrétním cílem,
- což spolu s vysokou mobilitou lidí ve městech vede k oslabení vzájemného pouta mezi lidmi ve srovnání s venkovem;
- sociální role jedince jsou izolované a často i protichůdného charakteru;
- soutěživost převažuje nad kooperací; jedinec vykořisťuje druhé ve svůj prospěch.

Současné působení těchto prvků je podle Wirtha příčinou městské anonymity, apatie, bezohlednosti a nezájmu o osud ostatních (nezřídka i svůj vlastní), což tvoří podhoubí pro šíření zločinného chování, nárůst počtu sebevražd, rozvrat rodiny a další sociálně-patologické jevy. Wirth zároveň poukazoval na to, že mnohé z charakteristik městského člověka se dají generalizovat a že urbanismus je převažujícím životním stylem v celé moderní společnosti. Wirth však zdůraznil také pozitivní dopady městského života. Do prostředí měst, která považoval za centra ekonomického a kulturního života, zařazuje pokrok, vědu a výzkum a přirovnává moderní civilizaci k růstu měst.
Wirthova teorie vyvolala výraznou vlnu pozitivního i negativního ohlasu. Je sice pravda, že některé každodenní aktivity městského člověka mají výrazně neosobní povahu a formy interakce zrozené ve městech se do určité míry staly obecně platnými pro moderní společnost, ale již od 60. let mezi sociology spíše převažuje názor, že městská „anonymita a odlidštěnost mezilidských vztahů“ není zdaleka tak děsivá, jak se Wirth domníval. Představa o anonymním a osamoceně žijícím městském individuu je dnes již překonaná a je zřejmé, že na chování člověka působí mnohem více různých proměnných, než jen samotný fakt života ve městě.
Mezi další oblasti jeho zájmu patřilo zkoumání vztahů menšinových skupin. Výzkum významně pomohl zlepšit podmínky pro menšiny před hnutím za občanská práva v 50. a 60 letech a čerpáme z něj dodnes.
Jelikož byl Wirth původně z Německa, významně přispěl také překladem několika děl německy mluvících autorů do angličtiny. Příkladem je kniha Ideologie a utopie od Karla Mannheima.